# Ferrari F12berlinetta
Ferrari F12berlinetta (также называется F12 Berlinetta) — гран туризмо с передним расположением двигателя и задним приводом от итальянского производителя спортивных автомобилей Ferrari. F12berlinetta впервые представили в 2012 году на Женевском автосалоне. В модельном ряду среди автомобилей гран туризмо заменил Ferrari 599 серии.

## Характеристики

### Двигатель
На F12berlinetta используется 6,3-литровый атмосферный V12 двигатель с цилиндрами под углом 65°, как и на Ferrari FF. Сейчас это самый мощный двигатель среди автомобилей Ferrari. Двигатель F12berlinetta был разработан более эффективным и мощным, чем на 599. Система управления двигателем оснащается системой старт-стоп Ferrari HELE, чтобы уменьшить расход топлива на холостом ходу.

### Трансмиссия
Как и на California, 458 Italia и FF, на F12berlinetta мощность передается через 7-ступенчатую автоматизированную полуавтоматическую коробку передач с двойным сцеплением; она управляется водителем с помощью подрулевых лепестков. По сравнению с аналогичными моделями, F12berlinetta использует укороченные передаточные числа в соответствии с мощностью двигателя.

### Кузов
Кузов F12berlinetta, разработанный совместно со Scaglietti, построен на алюминиевой раме. Шасси состоит из 12 различных алюминиевых сплавов, жесткость конструкции повышена на 20 % по сравнению с 599, в то же время вес снижен на 70 кг (150 фунтов). Центр масс был понижен на 25 мм (0,98 дюйма). Распределение веса F12berlinetta составляет 46 % спереди, 54 % сзади.
Как и на других современных моделях Ferrari на F12berlinetta используется третье поколение углеродно-керамических дисковых тормозов CCM3, с ABS, магнитореологическая подвеска SCM-E, электронный дифференциал с повышенным внутренним сопротивлением, система ESP Premium с электронным контролем устойчивости и F1-Trac с противобуксовочной системой. Устойчивость автомобиля и контроль тяги, подвески и других параметров контролируются набором Manettino, установленным на рулевом колесе.

### Шины
F12berlinetta оснащена шинами Michelin Pilot Super Sport или Pirelli PZero с кодом 255/35ZR20 спереди и 315/35ZR20 сзади.

### Аэродинамика
На F12berlinetta используется аэродинамические методы, основанные на Ferrari 599XX и программах Формулы-1, дополненные знаниями о аэродинамической трубе и вычислительной гидродинамике. Примечательной особенностью является аэромост — воздушный канал, идущий по капоту, через фланги и по бокам автомобиля, создавая эффект, который увеличивает прижимную силу. Ещё одной особенностью является активное охлаждение тормозной системы, которое используется только тогда, когда каналы тормоза горячие, в обычном состоянии система держит их закрытыми с целью уменьшения аэродинамического сопротивления. F12berlinetta производит прижимную силу 123 кг (270 фунтов) на 200 км/ч (120 миль/ч) — на 76 % лучшую по сравнению с 599 GTB.

### Производительность
Ferrari сообщает, что F12berlinetta способна пройти трассу Фьорано за 1 минуту, 23 секунды — на 1.0 секунду быстрее, чем Ferrari 599 GTO; на 1,9 секунду быстрее, чем Ferrari Enzo; на 2,0 секунды быстрее, чем 458 Italia и 3,5 секунды быстрее, чем 599 GTB.

## Дизайн
Кузов F12berlinetta разработан стиль-центром Ferrari и Pininfarina, а также на нём встречаются некоторые элементы стиля с других последних моделей Ferrari. Среди них решётка радиатора, похожая на решётку FF, и фары, похожие на фары FF и 458 Italia. В интерьере, основанном на FF, используется новая обивка «Frau leather» с отделкой из алюминия и углеродного волокна. Кроме того увеличилось багажное отделение, по сравнению с 599.